# تاريخ أيرلندا (1536-1691)
شهدت أيرلندا خلال الفترة 1536–1691 أول غزو كامل للجزيرة من إنجلترا واستعمارها من المستعمرين البروتستانتيين من بريطانيا العظمى. أسس ذلك لاثنين من المواضيع المركزية في التاريخ الأيرلندي مستقبلًا: تبعية البلد للحكومات الموجودة في لندن والعداوة الطائفية بين الكاثوليك والبروتستانت. شهدت الفترة تحول المجتمع الأيرلندي من البنية الغيلية المُسيّرة محليًا، والقبلية المستندة على العشائر، إلى مجتمع مركزي ملكي تحكمه الدولة، مماثلًا لتلك المجتمعات التي وُجدت في أي مكان في أوروبا. تتحدد الفترة بتواريخ 1536 حين عيّن الملك هنري الثامن سلالة فيتزجيرالد كلوردات نوابًا عن أيرلندا (أُعلنت مملكة أيرلندا الجديدة بواسطة الملك هنري الثامن في 1541)، وتاريخ 1691، عندما استسلمت حركة اليعاقبة الكاثوليك الأيرلنديين في ليمريك، وبالتالي تأكيد السيادة البروتستانتية البريطانية في أيرلندا. يُطلق على تلك الفترة احيانًا الفترة الحديثة الأولى.
غير الإصلاح الإنجليزي، الذي انفصل فيه الملك هنري الثامن عن السلطة البابوية في 1536، من أيرلندا تمامًا. بينما فصل الملك هنري الثامن الكاثوليكية الإنجليزية عن روما، ذهب ابنه إدوارد السادس إلى أبعد من ذلك، إذ قطع العلاقات مع المذهب البابوي تمامًا. بينما قبل الإنجليز والويلزيون، ولاحقًا، الاسكتلنديون بالبروتستانتية، بقى الأيرلنديون على المذهب الكاثوليكي. حوّلت الملكة ماري الأولى الدولة إلى الكاثوليكية في 1553–58، وانفصلت الملكة إليزابيث الأولى مرة أخرى عن روما بعد 1570. حددت تلك التغييرات المربكة علاقتهم مع الدولة البريطانية خلال الأربعمئة عام اللاحقة، إذ إن الإصلاح قد تزامن مع مجهودات حثيثة من جانب الدولة الإنجليزية لإعادة غزو واستعمار أيرلندا بعدها. يعني الانقسام الديني أن الأيرلنديين المحليين و (الرومان الكاثوليك) الإنجليز القدماء سوف يُستثنون من السلطة في المستعمرة الجديدة إلا إذا تحولوا إلى البروتستانتية.

## إعادة الغزو والتمرد  (1536–1607)
هناك بعض الجدل حول السبب الذي دفع بالملك هنري الثامن نحو إعادة غزو أيرلندا بالكامل. ولكن يبقى السبب الذي لا يحتمل التأخير هو أن سلالة فيتزجيرالد من كيلدير، الذين أصبحوا الحكام الفعليين لأيرلندا في القرن الخامس عشر، صاروا حلفاء غير جديرين بالثقة لملكيات تيودور.الأكثر خطورة أنهم دعوا قوات البرغنديين إلى دبلن لتنصيب المدّعي اليوركي، لامبرت سيمنل، ملكًا لانجلترا في 1487. في 1535، بدأ سيلكين توماس فيتزجيرالد في تمرد مفتوح ضد الملك. أحبط الملك هنري الثامن ذلك التمرد ثم جهز لإحلال السلام في أيرلندا وضمها بالكامل تحت سيطرة الحكومة الإنجليزية، ربما لمنعها من أن تصبح قاعدة للغزوات الأجنبية لإنجلترا (وهو الخوف الذي سيبقى لمدة 400 عامًا أو أكثر).
تغيرت أيرلندا من مقاطعة خاضعة لسلطة اللوردات إلى مملكة كاملة تحت حكم هنري الثامن. منذ فترة اللوردات الأصلية في القرن الثاني عشر ولاحقًا، حافظت أيرلندا على التمثيل الثنائي للبرلمان الأيرلندي الذي يتكون من مجلس العموم ومجلس اللوردات. مُنع خلال الفترة الأكبر من وجوده من ناحية العضوية –الأيرلنديون الغيليون جُردوا من العضوية – ومن السلطات، بشكل ملحوظ بواسطة ثانون بوينينجز في 1494، والذي تطلب موافقة المجلس الملكي الخاص قبل تقديم أي مشروع قانون للبرلمان. بعد عام 1541، أذن الملك هنري الثامن بدخول اللوردات الأيرلنديين المحليين في كلا المجلسين واعترف بسندات ملكية الأرض خاصتهم، في مقابل خضوعهم له كملك لأيرلندا. ولكن القوة الحقيقة في أيرلندا خلال تلك الفترة لم تكن في يد البرلمان، ولكن في يد مجلس اللوردات النواب لأيرلندا، الذين اختيروا من ملك إنجلترا لحكم أيرلندا. يجتمع البرلمان فقط حين يدعوه مجلس اللوردات النواب، عندما يرغب في تمرير قوانين جديدة أو رفع الضرائب. كان المستشارون الدائمون لمجلس اللوردات النواب هم المجلس الملكي الأيرلندي.
بعد وضع مؤسسات الحكم في أماكنها، تصبح الخطوة القادمة هي توسيع سيطرة المملكة الإنجليزية على أيرلندا عبر كافة أراضيها. أوكل لمسئولي الملك هنري الثامن مهمة توسيع حكم تلك المملكة الجديدة عبر أيرلندا من خلال سياسة «الاستسلام والتراجع». إذ تفاوضوا أو قاتلوا الملوك واللوردات الأيرلنديين المستقلين. استغرق ذلك قرابة القرن لتحقيقه، وصوحب إعادة الغزو بقدر كبير من إراقة الدماء، ما أدى إلى  – الاندماج وأحيانًا الإلغاء – لحكم اللوردات الذي أصبح مستقرًا منذ عدة قرون.
اكتُمل إعادة الغزو خلال فترتي حكم الملكة إليزابيث الأولى والملك جيمس الأول، بعد العديد من الصراعات الدامية. اندلعت تمردات ديزموند (1569–1573 و 1579–1583) في مقاطعة مونستر الجنوبية، حين قاوم الإيرل الفيتزجيرالدي من سلالة ديزموند الضرائب المفروضة من الحاكم الإنجليزي على المقاطعة. أُحبط التمرد الثاني بين تلك التمردات عن طريق المجاعة الإجبارية، والتي ربما تكون قد حصدت أرواح ما يصل إلى ثلث سكان مونستر. أتى التهديد الأكثر خطورة للحكم الإنجليزي في أيرلندا خلال حرب التسعة أعوام 1594–1603، حين تمرد هوغ اونيل وهوغ اودونيل، الزعماء الأكثر قوة في مقاطعة أولستر الشمالية، ضد الحكومة الإنجليزية.تطورت تلك الحرب إلى ثورة بعرض البلاد وطولها حيث تمكن أونيل وأودونيل من الحصول على المساعدات العسكرية من إسبانيا، والتي كانت في وقتها في صراع مع إنجلترا في الحرب الإنجليزية الإسبانية. هزمت القوات الإنجليزية قوات الحملة الإسبانية في معركة كينسالي في عام 1601. استسلم أونيل وحلفاؤه أخيرًا للملك الستيوارتي الجديد، جيمس الأول، في 1603. بعد نقطة التحول تلك، تمكنت السلطات الإنجليزية في دبلن من السيطرة الفعلية على أيرلندا لأول مرة، وجلبت شكلًا من أشكال العدالة المركزية إلى الجزيرة بالكامل، ونجحت في نزع سلاح اللوردات على اختلافهم، الأيرلنديين والإنجليز القدامى على حد سواء. هرب أونويل وأودونيل وحلفاؤهما بعد ذلك من أيرلندا إلى الأبد في رحلة طيران إيرل في 1607. أُزيلت بذلك العقبة الرئيسية الأخيرة من أمام الحكومة الإنجليزية في أيرلندا.

## وصلات خارجية
- صور لأيرلنديين تعود للقرن السادس عشر (بالإنجليزية)
- أيرلندا في العهد التيودوري والستيوارتي (بالإنجليزية)